# はと座ミュー星
はと座μ星（はとざミューせい、μ Columbae、μ Col）は、はと座にある恒星である。はと座μ星は、肉眼でみることができる数少ないO型星の1つである（例えば、輝星星表におけるO型星は51個だけである）。太陽系からの距離は、およそ1,300光年とされるが、誤差が100光年以上ある。

## 特徴
はと座μ星は、自転が高速でおよそ111km/s、これは自転周期にすると2日程度である。これを、はと座μ星より小さい太陽の自転周期が約25.4日であるのと比べると、はと座μ星の自転が如何に速いかがわかる。しかし、この自転速度は、O型星の中では速くも遅くもないものである。
はと座μ星は、O型星の中で恒星風が非常に弱い恒星の典型的な例とされる。O型星では、恒星風により一年あたりに地球質量の3分の1程度が放出されてよいところを、はと座μ星の場合は、一年あたり地球質量の1万分の1程度しか放出されていないと推定される。

### 逃走星
固有運動と視線速度の測定から、はと座μ星とぎょしゃ座AE星は、ほぼ反対の方向に、それぞれおよそ100km/sという高速で遠ざかっていることが知られている。この2つの恒星の動きを遡ると、およそ250万年前、トラペジウム領域内
のオリオン座ι星の辺りで交錯する。このような「逃走星」ができるシナリオとして「2つの連星系が遭遇した際に、それぞれ1つの星が反対方向に弾き飛ばされ、残された一方の恒星同士が新たな連星系を作る」というものである。はと座μ星は元々オリオン座ι星Bと連星系をなしており、ぎょしゃ座AE星とオリオン座ι星Aの連星系との遭遇によって弾き出されたとみられる。

## 名称
中国では、はと座μ星は排泄物を意味する屎（拼音: Shǐ）と呼ばれる。これは、同じ参宿の星官でうさぎ座辺りを指す廁の南にポツンとあることから、そう呼ばれる。
はと座μ星の他、おおいぬ座ζ星、おおいぬ座λ星、はと座γ星、はと座δ星、はと座θ星、はと座κ星、はと座λ星、はと座ξ星で、アラビア語で雄猿を意味するAl Qurūd（ألقرد - al-qird）という星座を作っていた。